# Haseder Busch, Giesener Berge, Gallberg, Finkenberg
Das Fauna-Flora-Habitat-Gebiet (FFH-Gebiet) Haseder Busch, Giesener Berge, Gallberg, Finkenberg besteht aus zwei durch überregionale Verkehrslinien räumlich getrennte Teilflächen, die an das westliche Stadtgebiet von Hildesheim in Niedersachsen grenzen sowie nördlich und südlich des Hildesheimer Stadtteiles Himmelsthür liegen. Es wird als abwechslungsreiches Hügelland auf Kalk, Mergel, Sandstein und Löss mit Buchen- und Eichen-Mischwäldern, Kalkmagerrasen, mesophilem Grünland, Teichen, Tümpeln sowie artenreichem Hartholzauwald an der Innerste beschrieben. Das Gebiet gehört zum länderübergreifenden Netz besonderer Schutzgebiete „Natura 2000“ der Europäischen Union, das den Erhalt der biologischen Vielfalt zum Ziel hat und dem anhaltenden Rückgang von wildlebenden Arten und ihrer natürlichen Lebensräume entgegenwirken soll. Es beherbergt zwei Arten von gemeinschaftlichem Interesse, 13 Lebensraumtypen und umfasst Anteile eines Vogel- und acht komplette Naturschutzgebiete. Hier finden sich die nördlichsten Kalk-Buchenwälder (Finkenberg), Kalk-Halbtrockenrasen (Osterberg) und am besten erhaltenen Hartholzauenwälder (Haseder Busch) Niedersachsens. Einzeln hervorzuheben sind das lebende Fossil Triops cancriformis und das Salz-Hasenohr am Osterberg sowie submerse Armleuchteralgen an den Giesener Teichen.

## Geographie

### Lage

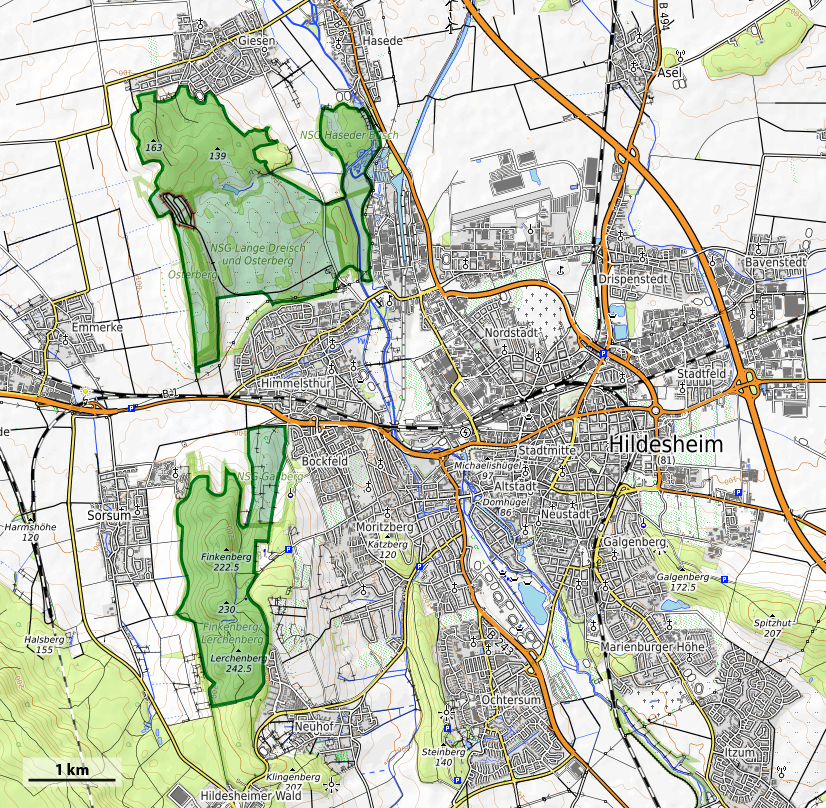
Lage des FFH westlich von Hildesheim

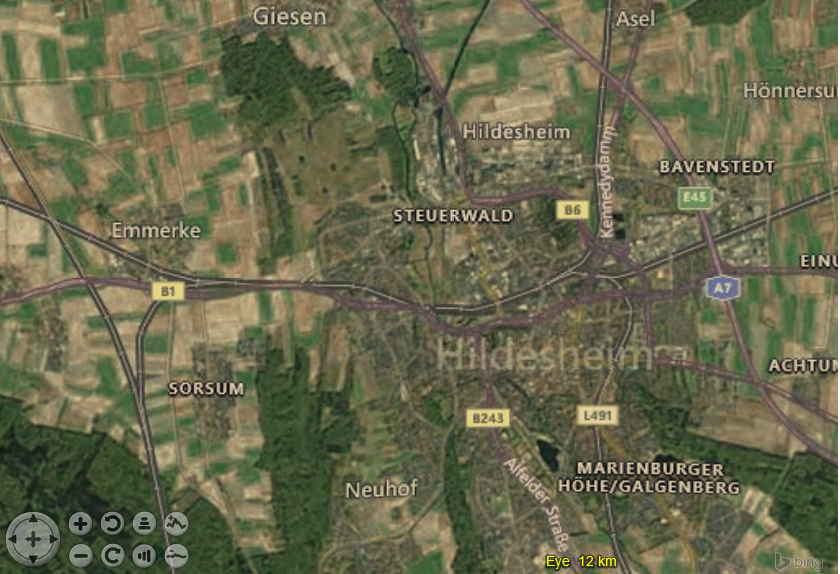
Satellitenbild (Landsat 7 mit einer Auflösung von 15 m und Höhenmodell der westlichen Umgebung von Hildesheim)

Das FFH-Gebiet liegt nord- und südwestlich von Hildesheim. Die Bundesstraße 1 überquert unmittelbar davor auf einem vierstreifigen Damm-Brückenabschnitt beim Giesener Ortsteil Emmerke die Eisenbahn-Schnellfahrstrecke Hannover–Würzburg und die Sorsumer Kurve und führt wieder zweistreifig nach Hildesheim.

### Naturräumliche Zuordnung
Der Raum erstreckt sich über einem in die Bördelandschaft hineinragenden Ausläufer der naturräumlichen Haupteinheitengruppe „Weser-Leine-Bergland“ (37). In diesem zwischen Calenberger Lössbörde (521) im Westen und Braunschweig-Hildesheimer Lössbörde (520) im Osten liegenden nördlichsten Teil der naturräumlichen Haupteinheit „Innerstebergland“ (379) entstanden durch Lössüberwehung geprägte Böden mit sehr unterschiedlichen Standorteigenschaften.

### Klima
Das kühlgemäßigte Klima wird durch die Lage im ozeanisch-kontinentalen Übergangsbereich Mitteleuropas (Cfb-Klima nach Köppen/Geiger, kontinentale Falllaub- und Mischwälder nach Troll/Paffen) und durch seine Lage im Übergangsbereich von Mittelgebirgsregionen und Norddeutscher Tiefebene bestimmt (montane Höhenstufe). Es ist durch mäßig hohe Jahresmitteltemperaturen um die 9 °C geprägt. Die durchschnittlichen Tagestemperaturen liegen an 220 bis 360 Tagen über dem Gefrierpunkt. Die mittlere jährliche Niederschlagssumme liegt zwischen 600 und 750 mm. Kontinentale Einflüsse sind im Raum Hildeshein durch hochsommerliche Trockenperioden und kalte Ostwetterlagen im Winter bemerkbar. Das Potsdam-Institut für Klimafolgenforschung und das Bundesamt für Naturschutz publizieren für Schutzgebiete Klimadaten und Szenarien für den Zeitraum 2026 bis 2055 und stellen in Klimadiagrammen nach Walter in feuchtem und trockenem Szenario Sommer-, heiße, Frost- und Eistage sowie die klimatische Wasserbilanz dar.
|                        | Jan  | Feb  | Mär  | Apr  | Mai  | Jun  | Jul  | Aug  | Sep  | Okt  | Nov  | Dez  |   |     |
| Mittl. Temperatur (°C) | 2,0  | 2,5  | 5,3  | 9,6  | 13,4 | 16,4 | 18,4 | 18,2 | 14,4 | 10,1 | 5,9  | 2,9  | ⌀ | 10  |
|                        |      |      |      |      |      |      |      |      |      |      |      |      |   |     |
| Niederschlag (mm)      | 61,6 | 47,1 | 51,8 | 40,5 | 64,2 | 60,9 | 74,9 | 63,6 | 56,7 | 61,5 | 54,0 | 62,2 | Σ | 699 |

|  |

|  |

|  |

|  |

|  |

|  |

|  |

|  |

|  |

|  |

|  |

|  |

|  |

|  |

|  |

|  |

|  |

|  |

|  |

|  |

|  |

|  |

|  |

|  |

### Geologie
Vor 200 Millionen Jahren lag die Hildesheimer Region im mitteleuropäischen Flachmeerbereich, dem sogenannten Germanischen Becken. Am Boden dieses warmen Meeres mit Korallenriffen, Tintenfischen, Ammoniten, Fischsauriern, Muscheln und anderen Meereslebewesen lagerten sich die Reste der Lebewesen ab. Im Laufe der Jahrmillionen wurden sie zu Kalkstein, der geologisch als Muschelkalk bezeichnet wird (Triaszeit; 251,9 bis 201,3 Millionen Jahren vor heute). Dass die Trias-Schichten wieder an der Oberfläche liegen, ist einem anderen Meer zu verdanken: Im Perm (298,9 bis 251,9 Millionen Jahren vor heute) war die Region ebenfalls von einem Urmeer bedeckt. Als es in einem Trockenklima verdunstete, stieg der Salzgehalt, bildete Zechstein und baute den „Giesener Salzsattel“ auf, dem die Region das Kalisalz verdankt. Die im ausgetrockneten Zechsteinmeer abgelagerten Salze wurden durch das Gewicht der überlagernden Gesteine – Mächtigkeit 4000–5000 Meter – und durch die in der Tiefe herrschende Wärme plastisch, stiegen zur Jurazeit in das Deckgebirge auf, brachen es auf und legten es offen. Die Giesener Berge gründen auf Buntsandstein. Die Giesener Teiche liegen in einem durch Gesteinsschichten des Buntsandsteins und Muschelkalks verlaufenden Tal mit markanten Steilhängen und Kalkhalbtrockenrasen.

### Geomorphologie
Die Schichtkämme des Innersteberglands, die aus gekippten, teilweise fast senkrecht stehenden Sedimentschichten aufgebaut sind, führen zu einem kleinräumigen Wechsel der Oberflächenformen. Das Gelände fällt vom Osterberg (181 m ü. NN) nach Osten über die weitläufig offene Hutelandschaft der Langen Dreisch zum tiefsten Punkt nahe der Innerste mit rd. 75 m ü. NN ab.

### Böden
Das Institut für Geographie der Universität Hildesheim legte den Bodenlehrpfad BodenBlick rund um das Naturschutzgebiet Giesener Teiche an. Die Station mit der Schautafel „Vom Gestein zum Boden“ beschreibt eine Rendzina östlich des Giesener Teichs am Unterhang eines nördlich exponierten Hanges. Ihr Untergrund besteht aus weißlichem Kalkstein (Cv-Horizont). In den oberen 25 Zentimetern wurde durch Bodenorganismen Humus eingemischt (Ah-Horizont), der eine schwarze Färbung bewirkt.
Bei der Station „Bodenfruchtbarkeit“ wird eine pseudovergleyte Parabraunerde über Löss (aus dem Weichsel-Glazial) in einem Hohlweg, der in den westlichen Hang eines Muldentals südlich des großen Giesener Teichs eingeschnitten ist, betrachtet. Der Hang ist mit 8° mittelstark geneigt und weist eine gestreckte konvexe Wölbung auf. Im Gegensatz zur oben beschriebenen Rendzina ist hier ein Bt-Horizont vorhanden. Im Haseder Busch findet sich auf nährstoffreichem, sandig-tonigem Auenlehm ein Gley über hochanstehendem, kalkreichem Grundwasser.

### Gewässer
Der Bach, der im Naturschutzgebiet Giesener Teiche zu zwei Teichen angestaut ist, entspringt etwas westlich des Naturschutzgebietes und mündet einen knappen Kilometer östlich des Naturschutzgebietes in die Innerste. Der Wasserhaushalt der sand- und lehmgeprägten, in den 1930er Jahren begradigten Innerste ist durch episodische Überflutungen und teils hoch anstehende Grundwasserstände gekennzeichnet. Er wird durch den Rückstau der flussabwärts gelegenen Haseder Mühle beeinflusst. Eine „Befahrung (… der Innerste …) ohne ihre Altarme/Altgewässer mit nicht durch Motorkraft angetriebenen Wasserfahrzeugen in der Flussmitte ohne Anlandung.“ ist freigestellt. Am Fuße der klüftigen Muschelkalkberge im südlichen FFH-Gebiet rund um Rottsberg und Lerchenberg (Hildesheim) entspringen zahlreiche Karstquellen, deren Bachlauf 1993 freigelegt und mit kleinen Tümpeln versehen wurde.

## Historische Nutzung
In der Jungsteinzeit (5000 bis 2000 v. Chr.) befand sich auf dem trockenwarmen Osthang des Gallberges eine steinzeitliche Siedlung von über 600 m Länge und 30 m Breite. Als Beleg dafür gelten Funde, wie z. B. Pfeilspitzen, Mahlstein-, Beil- und Dolchfragmente aus Flint- und Felsgestein, die Anfang des 20. Jahrhunderts und in späteren Zeiten hier gesammelt wurden. Im Jahr 1329 bewilligte der Bischof von Hildesheim den Bürgern der Dammstadt einen Versammlungsort und Richtplatz städtischen Rechts „uppe dem Galchberghe bi Himdesdore“. Die weitgehend offenen Huteweiden im FFH-Gebiet und die bereits im 18. Jahrhundert zur Fischzucht angelegten Giesener Teiche sind Relikte der historischen Kulturlandschaft, die vor der im 19. Jahrhundert vollzogenen Gemeinheitsteilung, das heißt einer Privatisierung der ursprünglich gemeinschaftlich genutzten Allmende, auf großen Flächen hier existierte. Insbesondere die artenreichen Kalkhalbtrockenrasen des Gebietes verdanken ihre Entstehung der seit Jahrhunderten praktizierten Beweidung, wobei auf ertragsschwächeren Standorten meist Schafe und Ziegen gehütet wurden. Weideselektion, Tritt, Ausmagerung und Umtrieb der Herden trugen zur Ausbildung der Artenvielfalt bei. Durch die nach dem Ersten Weltkrieg zur Erhöhung der Bodenfruchtbarkeit betriebene Ausbringung von Klärschlamm etablierten sich zunehmend nährstoffliebende Arten. Der Ackerbau erreichte in dieser Zeit seine größte Ausdehnung. Die flachgründigen Böden der beweideten Muschelkalkhänge des Osterberges ließen hingegen eine Ackernutzung meist nicht zu. Durch die Nutzung als Standortübungsplatz seit 1961 wurde nicht nur die Hutelandschaft erhalten, sondern durch die Befahrung mit Kampfpanzern Kleingewässer-Biotope geschaffen. Geschneitelte Hainbuchen weisen auf die Mittelwaldnutzung hin, bei der neben Brennholz abgeschälte Rinde für die Gerberei entnommen wurde. Eichelmast war ebenfalls weit verbreitet.

## Flora und Fauna

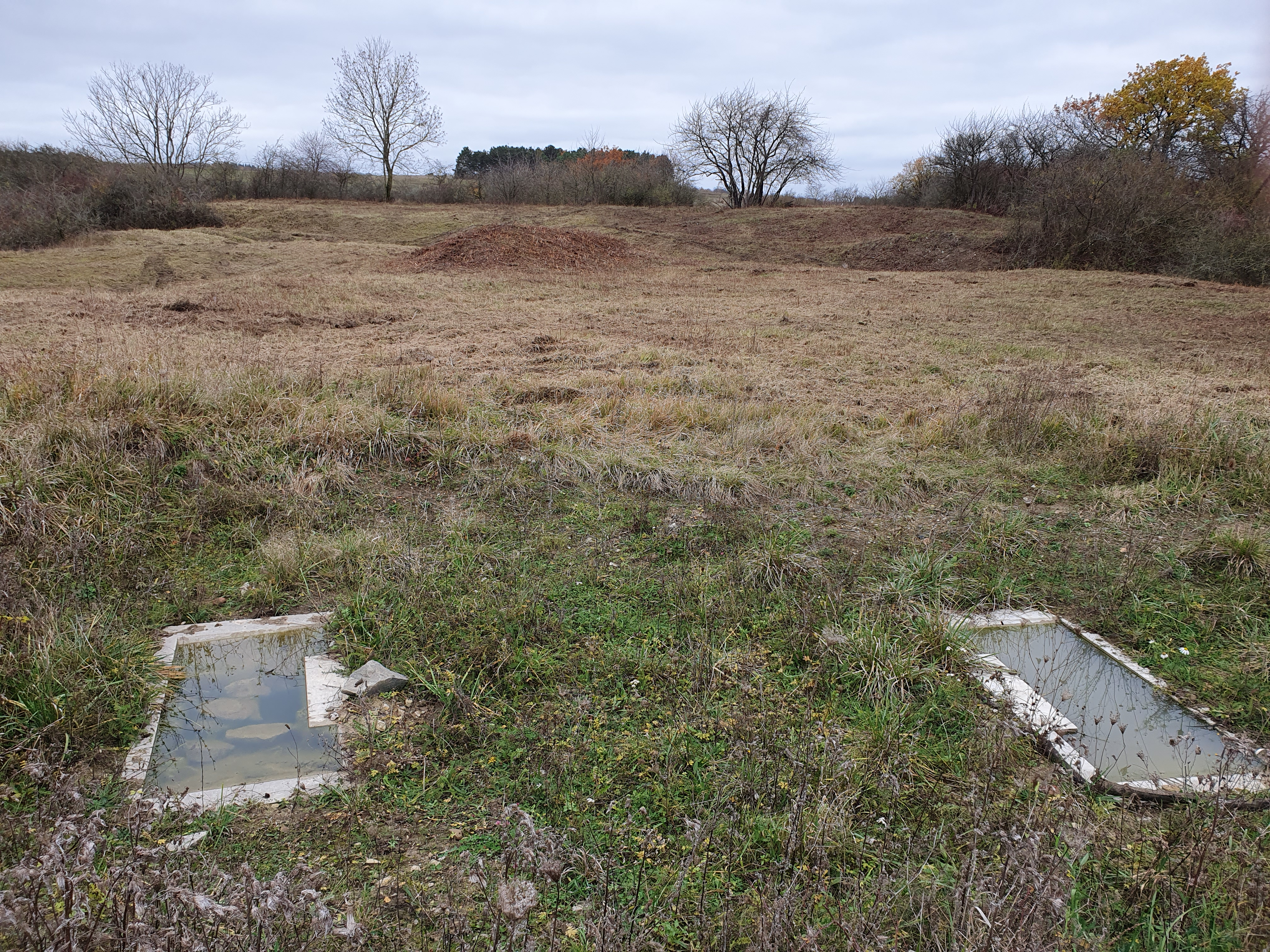
Auffangbecken für Oberflächenwasser zur Ansiedlung von Kammmolchen; im Hintergrund frisch gerodetes Panzergebiet

Arten von gemeinschaftlichem Interesse gehören zu den im Anhang II der FFH-Richtlinie aufgelisteten Arten, für die nach den Gesetzen der Europäischen Union besondere Schutzgebiete eingerichtet werden müssen. Die Schmale Windelschnecke (Vertigo angustior) besiedelt eine Fläche von 60 m² innerhalb des NSG „Lange Dreisch und Osterberg“. Der Erhaltungszustand der Schmalen Windelschnecke in Niedersachsen wurde 2011 in der atlantischen Region als „schlecht“ bewertet. Gemäß Bestandsaufnahme des Jahres 2015 fehlen bewertungsrelevante Beeinträchtigungen für den Kammmolch (Triturus cristatus). Insbesondere aufgrund der Wiederherstellung des oberen Giesener Teiches (Entschlammung, Entbuschung Ufer, jährliches Ablassen im Winter) im Verbund mit der Erhaltung und Neuanlage zahlreicher Kleingewässer konnte der Bestand stabilisiert werden. An der früheren Panzerstraße im heutigen Naturschutzgebiet Lange Dreisch und Osterberg werden Einrichtungen angelegt, um Oberflächenwasser aufzufangen und so potenzielle Siedlungsgebiete anzubieten.
Der Naturkundler Rolf Schoppe gab 1993 „einen zusammenfassenden Überblick über die derzeitige Kenntnis von Verbreitung, Lebensraum, Bestand und Bestandsentwicklung der Hildesheimer Kriechtierfauna“. Die Europäische Sumpfschildkröte (Emys orbicularis) konnte in der Zeitspanne zwischen 1976 und 1980 an den Giesener Teichen festgestellt werden. Die Zauneidechse (Lacerta agilis) fand sich an Gall- und Finkenberg, die Waldeidechse (Lacerta vivipara) auf den Giesener Bergen, den Giesener Teichen und unweit der Innerste. Die Blindschleiche (Anguis fragilis) war ubiquitär, das heißt überall verbreitet. Über das Vorhandensein der Schlingnatter (Coronelía austriaca) wurde bereits im 19. Jahrhundert und später (1955) berichtet. Schließlich gibt es Vorkommen der Kreuzotter (Vipera berus).
Buchautor Günter Grein berichtete 2010 von Vorkommen der regional gefährdeten Heuschrecken Laubholz-Sägeschrecke (Barbitistes serricauda) am Gallberg, Langfühler-Dornschrecke (Tetrix tenuicornis) am Gallberg und in der Langen Dreisch, Sumpfschrecke (Stetophyma grossum) an den Giesener Teichen und im Haseder Busch sowie dem Heidegrashüpfer (Stenobothrus lineatus) am Gallberg und den Giesener Teichen.
Die offene Landschaft ist Lebensraum zahlreicher Schmetterlinge, darunter Schwalbenschwanz, Goldene Acht, Kleiner Sonnenröschenbläuling und Silbergrüner Bläuling. 2019 wurden Nachtfalter (u. a. Triangel-Bodeneule (Xestia triangulum), Meldenflureule (Anarta trifolii), Achat-Eulenspinner (Habrosyne pyritoides)) am Moritzberg von der Universität Hildesheim kartiert.
An Pilzflora wurden am Osterberg Agaricus macrosporus in Hexenringen, Olivbraungestiefelter Schneckling (Hygrophorus persoonii), Olivbraune Stielzunge (Microglossum olivaceum), Buckel-Täubling (Russula caerulea) und Großer Scheidling (Volvariella gloiocephala) kartiert. Die Online-Pilzkartierung nennt 175 Arten für den nördlichen und 67 Arten für den südlichen Bereich des FFH-Gebietes im Blatt 3825 - Hildesheim.

## Lebensraumtypen (LRT)

### Süßwasserlebensräume

#### Oligo- bis mesotrophe kalkhaltige Gewässer mit benthischer Vegetation

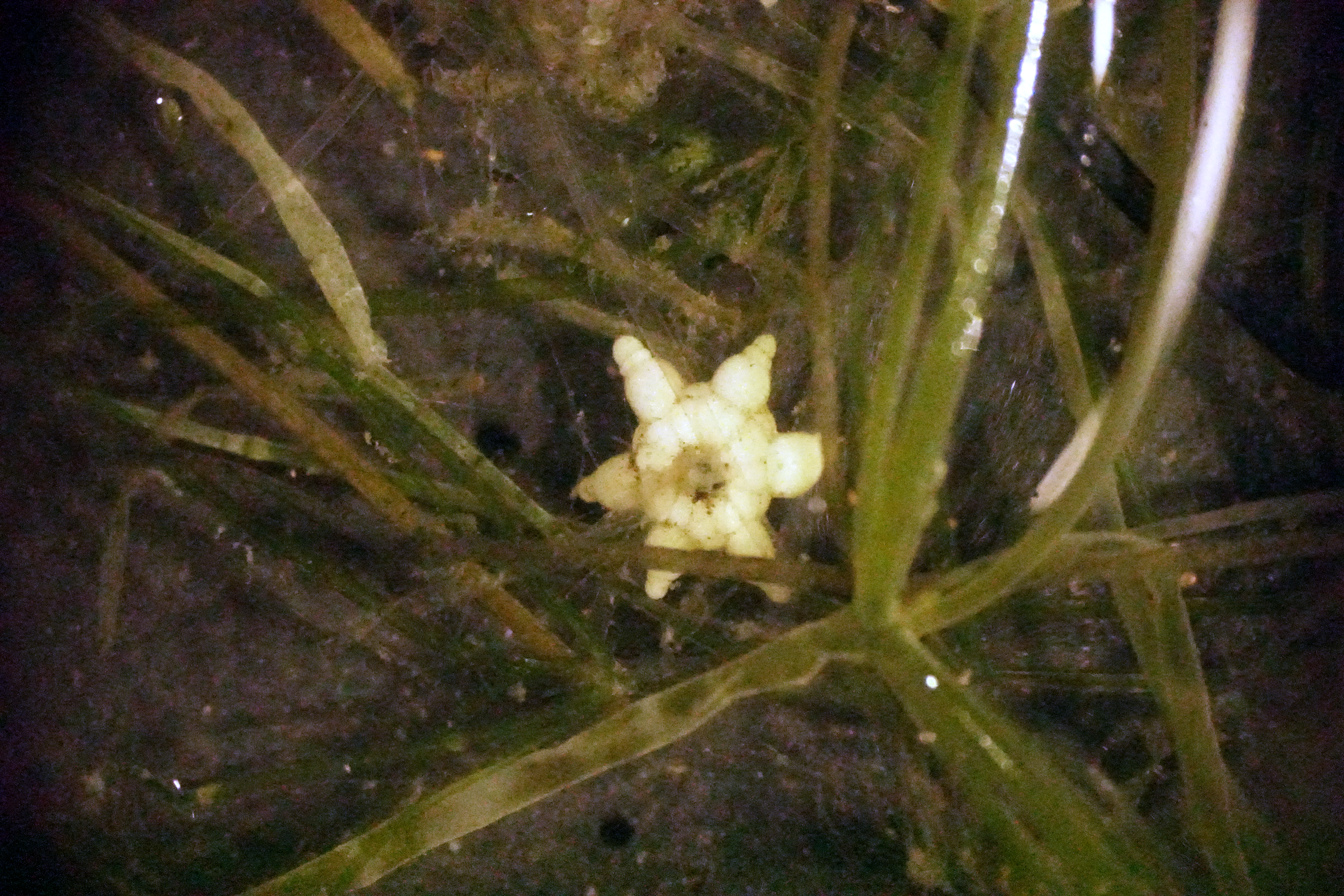
Die Stern-Armleuchteralge bildet charakteristische Wurzelknöllchen aus

Der obere Giesener Teich ist für die Erhaltung der 2009 wiederhergestellten Bestände der submersen Armleuchteralgen geeignet. Das Vorkommen mit 1,1 ha Fläche (⊙) ist an nährstoffarmes, klares und kalkreiches Wasser mit geringem Anteil an Phosphor und Stickstoffverbindungen gebunden. Der Lebensraumtyp findet sich in Niedersachsen nur noch am flächenmäßig größeren Standort bei Walkenried. Folgende Armleuchteralgen können unter anderen vorkommen: Steifhaarige Armleuchteralge (Chara hispida), Vielstachelige Armleuchteralge (Chara aculeolata), Kurzstachelige Armleuchteralge (Chara papillosa), Stern-Armleuchteralge (Nitellopsis obtusa), Gegensätzliche Armleuchteralge (Chara contraria) und Raue Armleuchteralge (Chara aspera).

#### Natürliche nährstoffreiche Seen
Unter den Lebensraumtyp fallen alle Gesellschaften aus der Klasse der Laichkraut- und Seerosen-Gesellschaften (Potametea) sowie der Klasse der Wasserlinsen-Gesellschaften (Lemnetea).

### Natürliches und naturnahes Grasland

#### Kalk-(Halb-)Trockenrasen und ihre Verbuschungsstadien
Trocken- und Halbtrockenrasen (Festuco-Brometalia) wie am Osterberg besiedeln basenreiche Kalk- und Dolomit-Böden trockenwarmer Standorte. Die meist südexponierten wärmebegünstigten Standorte (12,9 ha Fläche; unter anderem hier: (⊙)) sind submediterran bis subkontinental geartet. Die Halbtrockenrasen haben sich als Sekundärbiotope im Verlauf von Jahrhunderten durch den Eingriff des Menschen (durch extensive Beweidung und Mahd nach Waldrodung) ausgebreitet. Ihre größte Verbreitung erreichten sie wahrscheinlich im 18. Jahrhundert. Nach Aufgabe der großflächigen Allmenden mit ihren Extensivweiden im 19. Jahrhundert wurde der überwiegende Teil der Halbtrockenrasen nach und nach aufgeforstet oder in gedüngtes Grünland überführt. Zur
Wiederherstellung der artenreichen Kalkhalbtrockenrasen wurden im November 2023 – organisiert durch die Ökologische Station Hildesheim – im Naturschutzgebiet Lange Dreisch und Osterberg zwei Flächen, darunter eine ehemalige Weidefläche westlich der ehemaligen Panzerwaschanlage, von aufkommendem Gehölz und Bäumen befreit. Auf der einen halben Hektar großen einstigen Weidefläche hatten sich Schlehen, Weißdorn und Kirsche durchgesetzt. Ein Großteil der aufgekommenen Vegetation wurde mithilfe eines Forstmulchers entfernt. Einige große Bäume bleiben als schattenspendende Landschaftselemente sowie als wichtiger Lebensraum unter anderem für Insekten und Vögel erhalten. Im Anschluss soll die Fläche extensiv durch Schafe und Zeigen beweidet werden.

#### Feuchte Hochstaudenfluren
Feuchte Hochstaudenfluren konzentrieren sich auf 0,9 ha Fläche (⊙) entlang des Steuerwalder Mühlgrabens, der Innerste und des Altarms. Ziel ist es, die Uferstaudenfluren in ihrer Ausprägung als Kälberkropf-(Chaerophyllum), Pestwurz-(Petasites) oder Weidenröschen-Zaunwinden-Fluren (Convolvulo-Epilobietum hirsuti) auf mindestens 0,8 Hektar entlang des Altarms, an der Innerste und am Steuerwalder Mühlengraben zu erhalten. Sie sind in ihrer Funktion als Wanderkorridor, Ansitzwarten oder Bruthabitat für charakteristische Tierarten wie Biber (Castoridae), Fischotter (Lutra lutra), Sumpfrohrsänger (Acrocephalus palustris) oder Gebänderte Prachtlibelle (Calopteryx splendens) zu stärken.

#### Magere Flachland-Mähwiesen

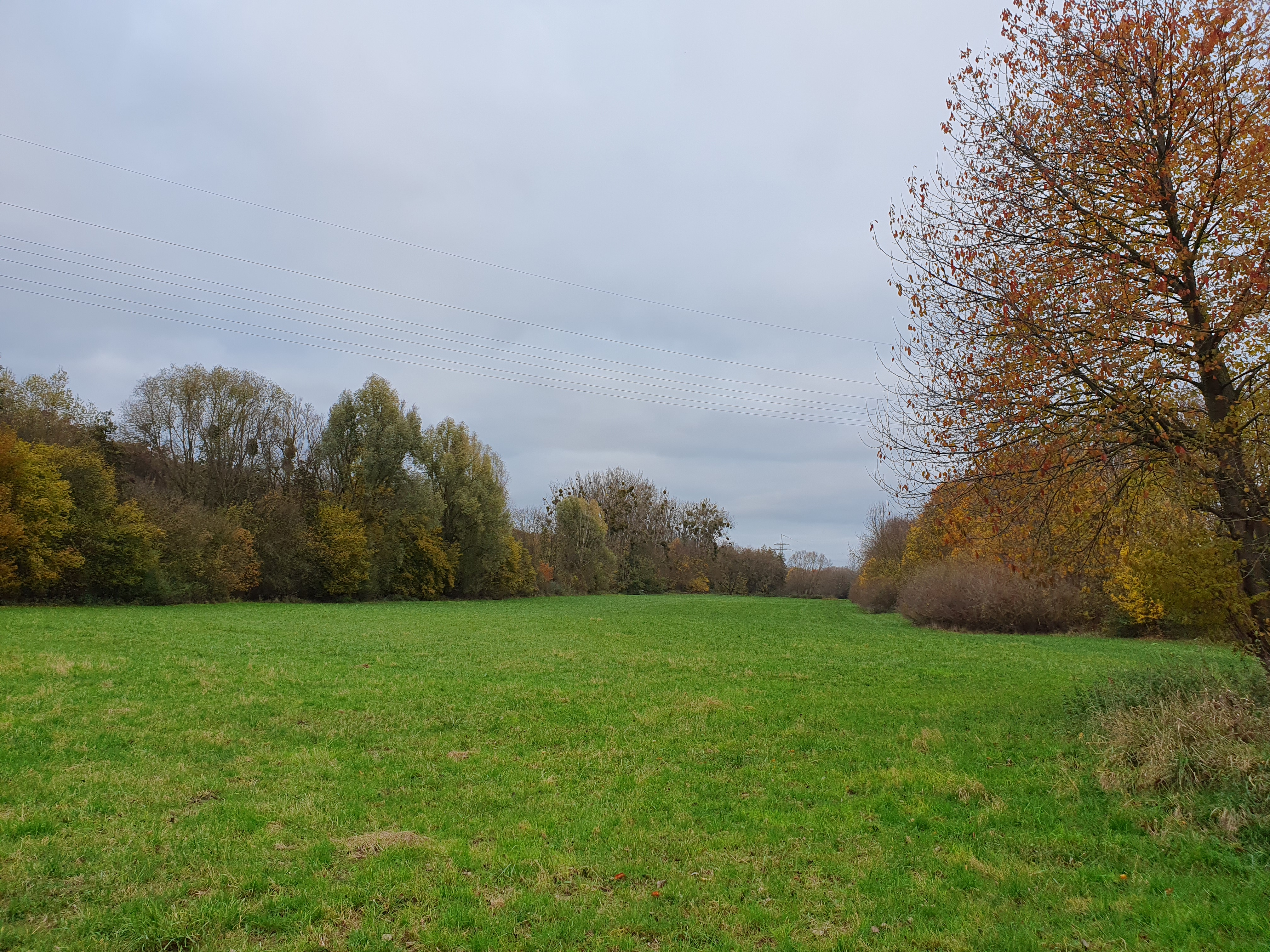
Pferdeanger

Die Auwiese mit 2,3 ha liegt unterhalb des Mastbergs östlich der Innerste auf dem Pferdeanger (⊙). Es ist eine deutlich ausgebildete Flachlandmähwiese. Um dieses Kulturbiotop zu erhalten, ist der natürlichen Sukzession beziehungsweise Veränderung durch die Fortführung der regelmäßigen ein- bis zweischürigen Mahd entgegenzuwirken. Angestrebt wird die Entwicklung einer mehrschichtigen, gleichmäßig aus niedrig-, mittel und hochwüchsigen Gräsern aufgebauten Wiese mit einem Kräuteranteil von um die 30 Prozent. Es sind kontinuierlich mindestens 15 wertgebende Pflanzenarten nachzuweisen wie Schafgarbe (Achillea), Wiesen-Schaumkraut (Cardamine pratensis), Wiesen-Pippau (Crepis biennis), Rot-Schwingel (Festuca rubra), Wiesen-Labkraut (Galium mollugo), Wiesen-Platterbse (Lathyrus pratensis), Pfennigkraut (Lysimachia nummularia), Spitz-Wegerich (Plantago lanceolata), Scharfer Hahnenfuß (Ranunculus acris), Scharbockskraut (Ficaria verna), Großer Sauerampfer (Rumex acetosa), Kuckucks-Lichtnelke (Lychnis flos-cuculi), Rot-Klee (Trifolium pratense), Zaun (Vicia sepium)- oder Vogel-Wicke (Vicia cracca). Mit seiner reichhaltigen Insekten- und Bodenfauna ist der Feuchtgrünlandkomplex für charakteristische hier regelmäßig Nahrung suchende und rastende Vogelarten wie Schafstelze, Wachtel und Weißstorch zu entwickeln. Auch das Große Mausohr, das in unmittelbarer räumlicher Nähe eine große Wochenstube hat, nutzt die Insektenfauna der Wiesen als Jagdgebiet. Als Schlüsselfaktor der Habitatqualität ist die Störungsarmut zu bewahren. Kiebitz, Wiesenpieper und Braunkehlchen suchen die extensiv gepflegten, störungsarmen Wiesen als unbeständige Brutvögel auf. Auch die sich im Gebiet vermehrende Wildkatze ist auf der Wiese häufig anzutreffen. Seit der Sperrung der Holzbrücke (2019) über die Innerste in Höhe des nördlichen Mastbergs hat sich der Zustand der Pferdeangerwiese verschlechtert, da landwirtschaftliche Fahrzeuge die Wiese in ganzer Länge von Süd nach Nord überqueren müssen, was zu Schäden geführt hat.

### Hoch- und Niedermoore

#### Kalkreiche Niedermoore
Der Lebensraumtyp der kalkreichen Niedermoore auf einer Fläche von 0,9 ha (⊙) umfasst kalkreiche oder zumindest basenreiche Niedermoore und Sümpfe auf nassen, nährstoffarmen bis mäßig nährstoffreichen Standorten, die von niedrigwüchsigen Seggen, Binsen und Sumpfmoosen bestimmt werden und meist mehrere hochgradig gefährdete Pflanzenarten aufweisen. Im Gebiet wurden auf 0,2 ha Fläche Bestände der Stumpfblütigen Binse (Juncus subnodulosus), Kurzflügligen Schwertschrecke (Conocephalus dorsalis), Sumpfschrecke, Sumpf-Herzblatt (Parnassia palustris) und Natternzunge (Ophioglossum vulgatum) dokumentiert.

### Wälder

#### Hainsimsen-Buchenwald
Bodensaure Buchenwälder (Luzulo-Fagetum) bilden die natürliche Vegetation auf allen basenarmen, nicht zu nassen Böden in Niedersachsen. Sie wären von Natur aus die vorherrschende Vegetation. Ihre potenzielle natürliche Verbreitung haben sie nach der letzten Eiszeit nie erreicht, weil parallel zur natürlichen Wiederausbreitung der Buche der Mensch seinen Einfluss ausweitete.

#### Waldmeister-Buchenwald

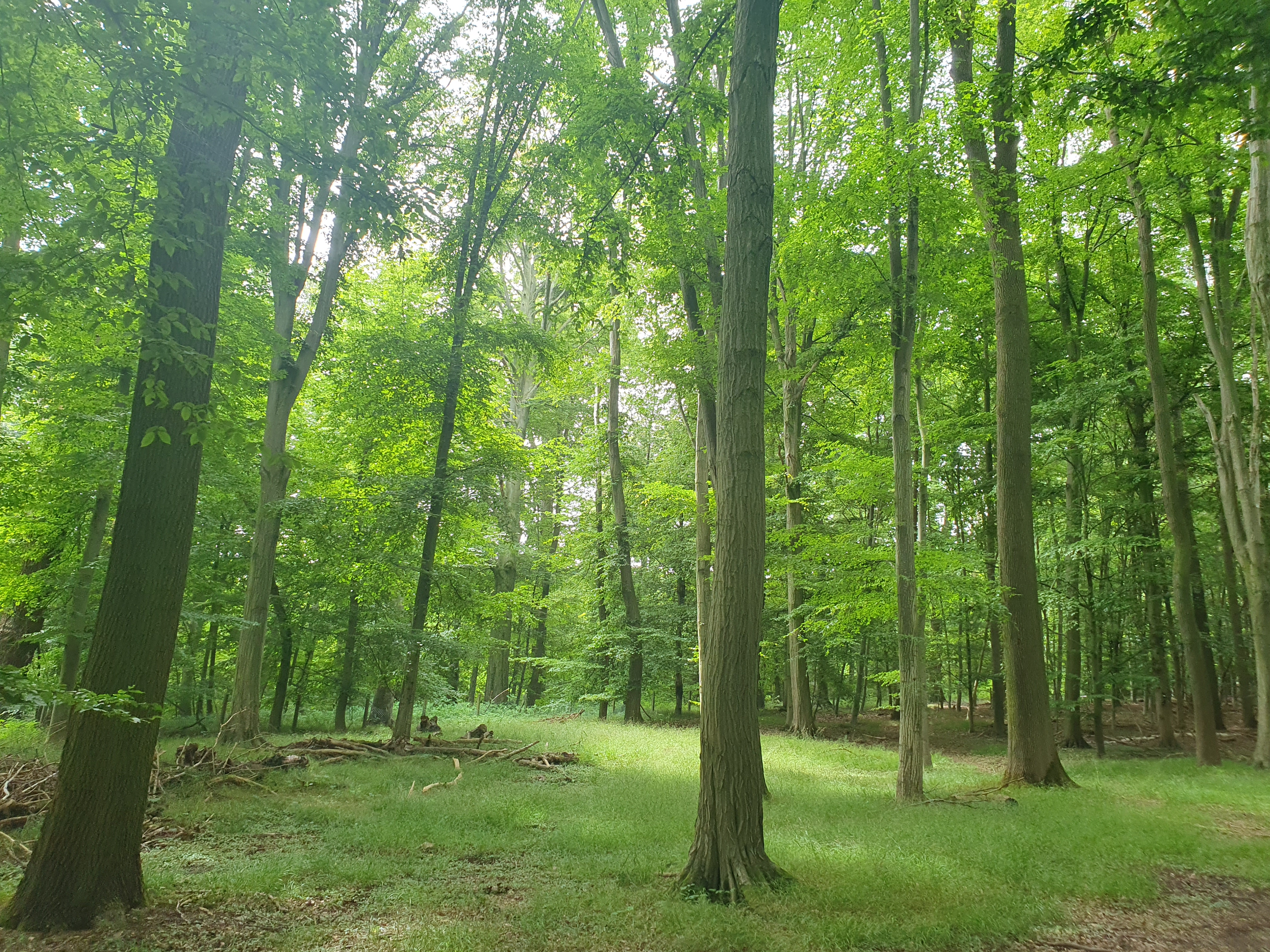
Waldmeister-Buchenwald am äußersten nördlichen Rand des Naturschutzgebiets Giesener Teiche

Die mit lediglich 0,93 ha auf dem Osterberg (⊙) und mit 0,14 ha am Nordrand des NSG Giesener Teiche (⊙) dokumentierten Vorkommen des Waldmeister-Buchenwaldes (Asperulo-Fagetum) sollen sich nicht ausdehnen; eine Ausbreitung der Schattbaumart Rotbuche würde die Erhaltung und Entwicklung des vorrangigen Labkraut-Eichen-Hainbuchenwaldes erschweren. Der Bestand des Osterberges wird langfristig in Eichen-Hainbuchenwald umgewandelt.

#### Orchideen-Buchenwald
Orchideen-Kalkbuchenwälder (Cephalanthero-Fagion) kommen auf trockenen, flachgründigen, vorwiegend süd- bis westexponierten Hängen, Kämmen oder Kuppen vor. Das Gestein der Standorte besteht aus Kalk, Dolomit oder Gips, auf dem sich mehr oder weniger flachgründige Rendzinen mit hohem Skelettanteil entwickelt haben. Die Baumschicht ist oft relativ niedrig und schlechtwüchsig, insbesondere in Beständen, die früher als Nieder- oder Mittelwälder genutzt wurden. In lichten Altholzbeständen können Kraut- und Strauchschicht gut ausgebildet, in dichteren Beständen aber auch sehr spärlich ausgeprägt sein. Charakteristisch für die Orchideen-Kalkbuchenwälder sind licht- und wärmebedürftige Arten. Ein wesentliches Kriterium ist auch das Fehlen oder Zurücktreten ausgesprochener Frischezeiger wie Aronstab (Arum maculatum) oder Bärlauch (Allium ursinum).

#### Mitteleuropäischer Stieleichenwald
In der Baumschicht sind Merkmale ehemaliger Mittelwaldnutzung wie geschneitelte Hainbuchen und mehrstämmige Bäume feststellbar. Als Habitatbäume kommen breitkronige Altbäume vor. Die feuchten Eichen-Mischwälder sind auf einer Fläche von 4,1 ha (⊙) meist gut strukturiert und weisen mehrere Waldentwicklungsphasen aus. Bis auf eine Fläche ist allgemein keine Strauchschicht ausgebildet, die Krautschicht ist nach Verblühen der Frühjahrsgeophyten wie Buschwindröschen (Anemone nemorosa) oder Scharbockskraut (Ranunculus ficaria) eher lückig ausgebildet. Mit Echtes Lungenkraut (Pulmonaria obscura), Rasenschmiele (Deschampsia cespitosa), Stachelbeere (Ribes uva-crispa) und Gundermann (Glechoma hederacea) oder Großer Brennnessel (Urtica dioica) sind Feuchte- und Nährstoffzeiger in der Krautschicht vertreten.

#### Labkraut-Eichen-Hainbuchenwald
Der Labkraut-Eichen-Hainbuchenwald als Lebensraum erreicht im Raum Hildesheim-Hannover eine nördliche Arealgrenze. Die Bestände des Osterberges (⊙) lassen auf einer Fläche von 39,3 ha Anzeichen einer ehemaligen Mittelwaldnutzung erkennen. Neben Stiel- und Traubeneiche (Quercus robur, Q. petraea) dominiert in der Baumschicht die mehrstämmige oder geschneitelte Hainbuche (Carpinus betulus). Als Mischbaumarten kommen Buche (Fagus sylvatica), Hänge-Birke (Betula pendula) oder Vogelkirsche (Prunus avium) vor. Die Krautschicht weist Kalkzeigerarten wie Wald-Bingelkraut (Mercurialis perennis), Türkenbundlilie (Lilium martagon) oder Wunderveilchen (Viola mirabilis) auf.

#### Schlucht- und Hangmischwälder
Die Baumschicht auf dem Osthang des Osterberges (2,5 ha; ⊙) wird von Esche (Fraxinus excelsior), Winterlinde (Tilia cordata), Sommerlinde (Tilia platyphyllos), Berg-Ahorn (Acer pseudoplatanus), Spitzahorn (Acer platanoides) und Bergulme (Ulmus glabra) bestimmt. In der Krautschicht kommen mit Ausnahme des Christophkrauts (Actaea spicata) keine weiteren Schluchtwaldarten vor. Neben prägenden Arten wie Wald-Bingelkraut treten vereinzelt wärmeliebende Kalkzeiger wie Männliches Knabenkraut (Orchis mascula), Weißes Waldvögelein (Cephalanthera damasonium) oder Blaugrüne Segge (Carex flacca) auf.

#### Auenwälder mit Erle, Esche, Weide

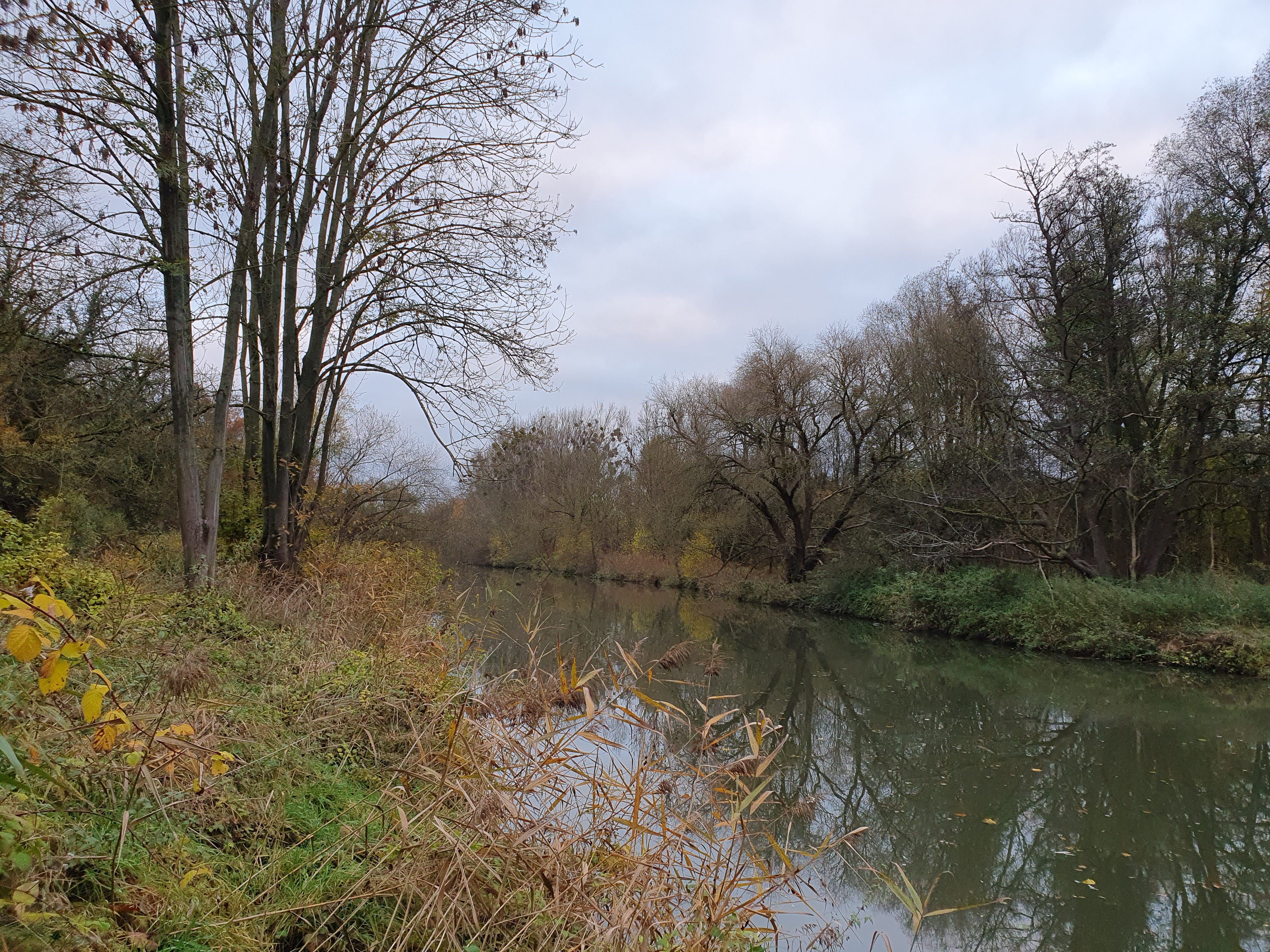
Flussbegleitende Vegetation an der Innerste

Im Erlen-Eschen-Auwald im NSG „Mastberg und Innersteaue“ (5,3 ha; ⊙) herrschen Schwarz-Erle, Esche, Echte Traubenkirsche, Vogelkirsche, Stiel-Eiche und Bruchweide vor. Die gut ausgebildete Strauchschicht (>25 % Deckung) wird von Weißdorn, Europäischem Pfaffenhütchen, Schwarzem Holunder, Roter Johannisbeere und Roter Heckenkirsche aufgebaut. Der Bestand ist mit üppigen Vorkommen des Hopfens lianenreich. Im Weidenauwald dominieren neben Silber- und Bruchweide Schwarz-Erle und Esche. Hier ist die Baumschicht lichter und die auf die Waldsäume beschränkte Strauchschicht nur rudimentär ausgeprägt. Bis auf einzelne Hybridpappeln sind in beiden Auwaldtypen weder neophytische noch standortfremde Gehölze beigemischt. Im Gebiet wird auf forstliche Nutzung und Gehölzentnahmen im Rahmen der Gewässerunterhaltung verzichtet. Das beinhaltet insbesondere das Belassen von Alt- und Totholz im Bestand sowie im und am Gewässer. Die Entwicklung von überhängenden und umstürzenden Ufergehölzen und ein hiermit verbundenes etwaiges Ausufern der Gewässer im Naturschutzgebiet wird grundsätzlich zugelassen.

## Schutzgebiete

### FFH-Gebiet
Die Bergrücken nord- und südwestlich von Hildesheim wurden im Jahr 2000 aufgrund ihrer Bedeutung für den Naturschutz der Europäischen Kommission gemeldet, die es 2004 bestätigt und in „Natura 2000“ aufgenommen hat. Der Planungsraum liegt auf Gemarkung der Stadt Hildesheim und in der Gemeinde Giesen im Landkreis Hildesheim. Beide Flächen werden von der Stadt Hildesheim mit eigener unterer Naturschutzbehörde (UNB) betreut. Flächen eines ehemaligen Standortübungsplatzes im Norden wurden zum „Nationalen Naturerbe“ erklärt. Als Gebiet von gemeinschaftlicher Bedeutung (GGB) wurde „DE3825301 | Haseder Busch, Giesener Berge, Gallberg, Finkenberg | * | 742 | 0 | 9,9047 | 52,1786“ am 21. Januar 2021 im Amtsblatt der Europäischen Union | L 51/330 in seiner „vierzehnten aktualisierten Liste von Gebieten von gemeinschaftlicher Bedeutung in der kontinentalen biogeografischen Region“ als „Teil des Natura-2000-Netzes“ bestätigt.

### Vogelschutzgebiet
Südliche Bereiche des FFH-Gebiets rund um Finken- und Lerchenberg liegen in dem Vogelschutzgebiet Hildesheimer Wald, in dem große Bereiche infolge des historischen Einflusses des Menschen durch einen hohen Anteil alter Eichen, Hainbuchen und Linden beherrscht sind. Regelmäßige Holzentnahmen förderten die austriebsstarke Hainbuche gegenüber der Rotbuche. Eichen wurden bewusst als Mastbäume und wie die Linde als wertvolles Bau- und Fassholz im Wald belassen. Die Auswahl als Vogelschutzgebiet wurde mit den Vorkommen von Schwarzstorch (Ciconia nigra), Mittelspecht (Dendrocopos medius), Grauspecht (Picus canus), Schwarzspecht (Dryocopus martius), Zwergschnäpper (Ficedula parva), Rotmilan (Milvus milvus) und Wespenbussard (Pernis apivorus) begründet. Sie gehören zu den in Anhang I der Vogelschutzrichtlinie aufgeführten Arten, für deren Schutz besondere Maßnahmen ergriffen werden müssen. Das Vogelschutzgebiet ist 1,2478 Hektar groß und hat die Gebietsnummer 3825-401.

### Naturschutzgebiete

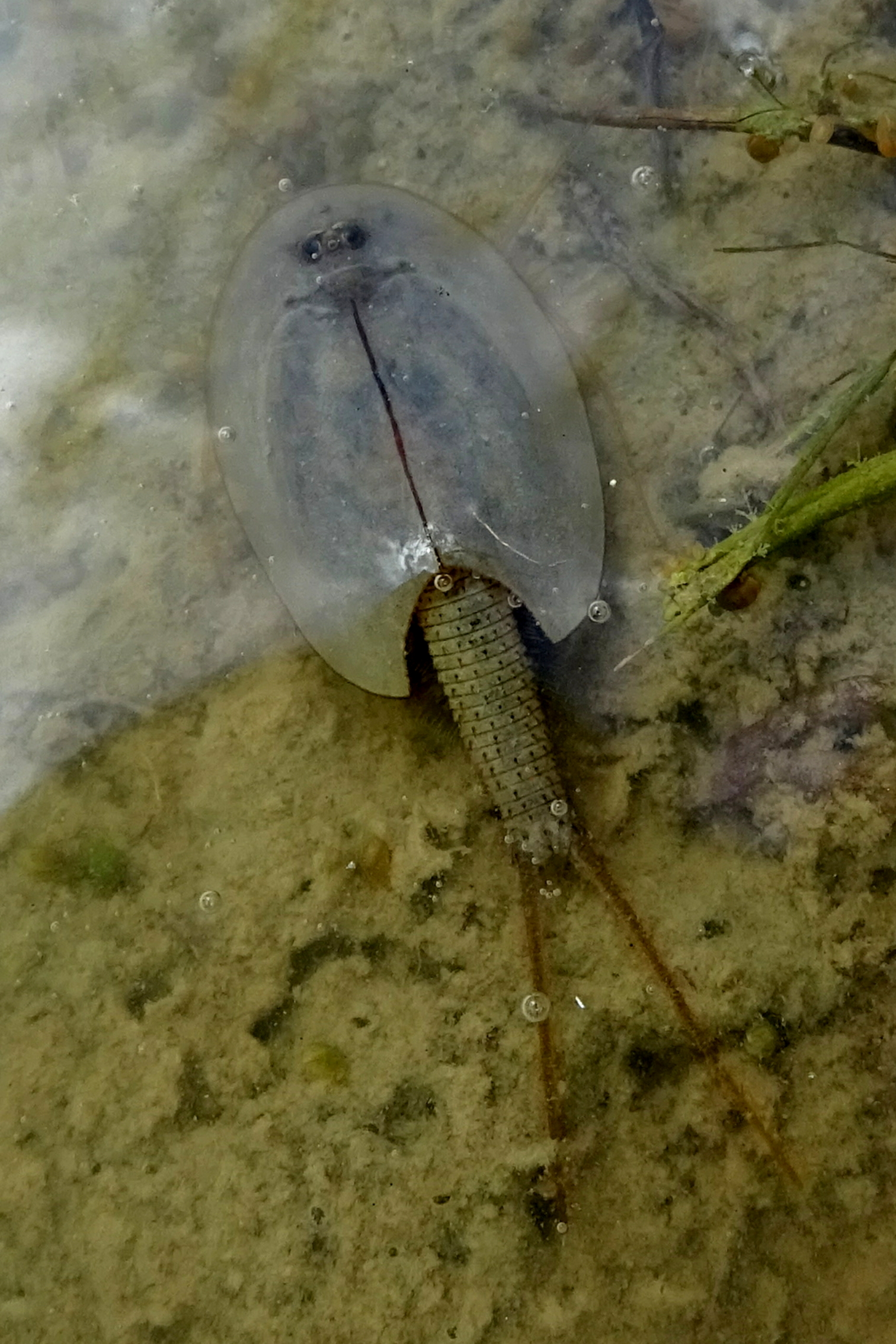
Triops im Naturschutzgebiet Lange Dreisch – Osterberg

- Giesener Wald

Das Naturschutzgebiet mit dem Kennzeichen NSG HA 256 ist rund 142 Hektar groß. Die Waldgesellschaften werden von ehemaligen Mittelwäldern mit artenreicher Krautschicht und alten Eichen geprägt (Aronstab-Eichen-Hainbuchenwald). Verstreut im Naturschutzgebiet stocken Schneitel-Hainbuchen als Relikte früherer Waldnutzung. Im Südwesten des Naturschutzgebietes ist eine Grünlandfläche in das Gebiet einbezogen, die an den Giesener Wald grenzt und eine Lücke zum Naturschutzgebiet „Osterberg“ schließt.
- Osterberg

Das Naturschutzgebiet mit dem Kennzeichen NSG HA 246 ist 52 Hektar groß. An den westexponierten Hängen des Osterberges hat sich durch die Fortführung der Schafbeweidung in Hütehaltung ein vielfältiger Komplex aus Wald, Trockenrasen und Grünland erhalten. Ein ehemaliger Kalksteinbruch bietet trockenheitsliebenden Arten Lebensraum. Im südlichen Teil mit Orchideen-Buchenwald auf Muschelkalk findet sich mageres mesophiles Grünland kalkreicher Standorte mit vielen Arten der Kalkmagerrasen. Das Grünland wird extensiv beweidet; teilweise breitet sich Goldregen (Laburnum anagyroides) aus. Bemerkenswert sind Standorte mit verdichtetem und wechselfeuchtem Boden auf alten Panzerspuren, auf denen das Zierliche Tausendgüldenkraut (Centaurium pulchellum) gefunden wurde.
- Lange Dreisch und Osterberg

Das Naturschutzgebiet mit dem Kennzeichen NSG HA 218 ist 245 Hektar groß. Das Gebiet wurde bis Ende 2007 als Standortübungsplatz genutzt. Hier findet sich an einem von zwei Standorten in Niedersachsen der Urzeitkrebs Triops cancriformis, der von den durch die Panzeraktivitäten geschaffenen kleinen Tümpeln profitiert. Botanische Raritäten sind das Salz-Hasenohr (Bupleurum tenuissimum) mit seinem größten Vorkommen in Niedersachsen, der Deutsche Ziest (Stachys germanica), der auf den trockenen, warmen Hängen der Kalkböden gedeiht und der Dornige Hauhechel (Ononis spinosa), der lange Dornen bildet, die Schafe und Ziegen vergraulen. Als „düngerfliehende“ Art hat der Hauhechel hier einen großen Bestand.
- Haseder Busch

Das Naturschutzgebiet HA 053 ist 48,6 Hektar groß und liegt zwischen Hasede und dem am Stichkanal Hildesheim gelegenen Hildesheimer Gewerbegebiet Hafen. Dank des erhöhten Wasserstandes durch den Betrieb der Haseder Mühle in Verbindung mit Hochwasserereignissen der Innerste kommt es zu regelmäßigen Überschwemmungen des Waldes. Die Befahrung der Innerste mit „nicht durch Motorkraft angetriebene Wasserfahrzeuge in der Flussmitte ohne Anlandung ist freigestellt.“ Es finden sich alte starke Bäume mit Totholzanteilen sowie bereits tote Bäume. Diese Strukturen bieten Lebensraum für xylobionte Insekten, Pilze oder Moose. Aufrechtes Glaskraut (Parietaria officinalis) und Haarblättriger Wasserhahnenfuß (Ranunculus trichophyllus) wurden im Rahmen von Kartierungen zwischen 1986 und 2022 festgehalten.
- Mastberg und Innersteaue

Das Naturschutzgebiet mit dem Kennzeichen NSG HA 134 ist 37 Hektar groß. Eichen- und Hainbuchenwald bedeckt den Mastberg. Am Westrand des Waldes befindet sich ein bemerkenswerter Bestand von Schneitelhainbuchen. Die frühere Mittelwald- und Schneitelnutzung wird heute durch Maßnahmen der Niedersächsischen Landesforsten ersetzt. Die Wiesen sind teilweise weniger feucht und werden intensiv genutzt, da trotz des hochrangigen Schutzes als NSG und FFH die Düngung freigestellt ist. Dieses Grünland wird in der Regel zweimal im Jahr gemäht und vermittelt ein völlig anderes Bild als die Feucht- und Nasswiesen im Haseder Busch. In den gedüngten Bereichen wachsen fast ausschließlich hohe Gräser, buntblühende Kräuter fehlen nahezu vollständig.

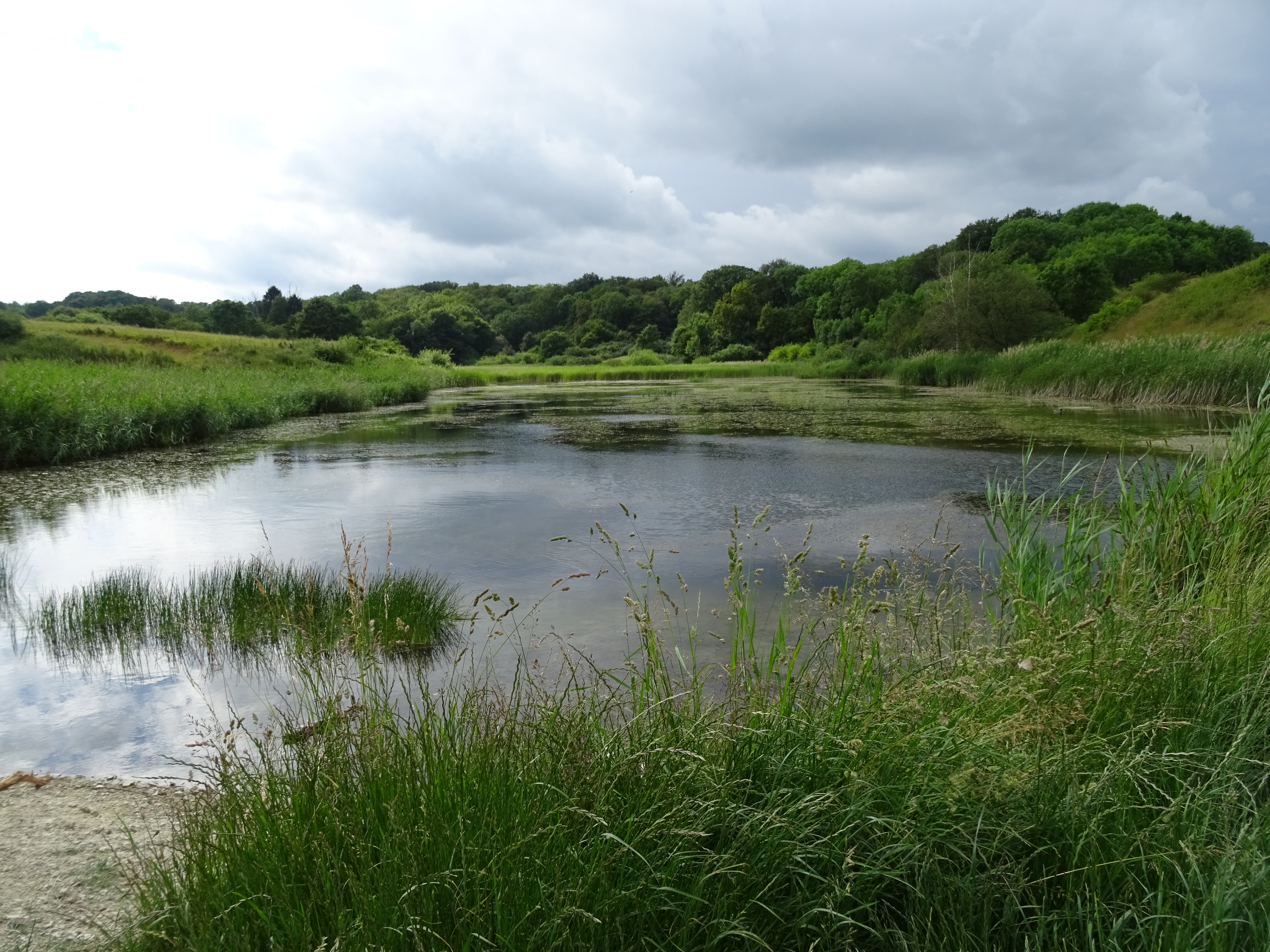
Giesener Teiche
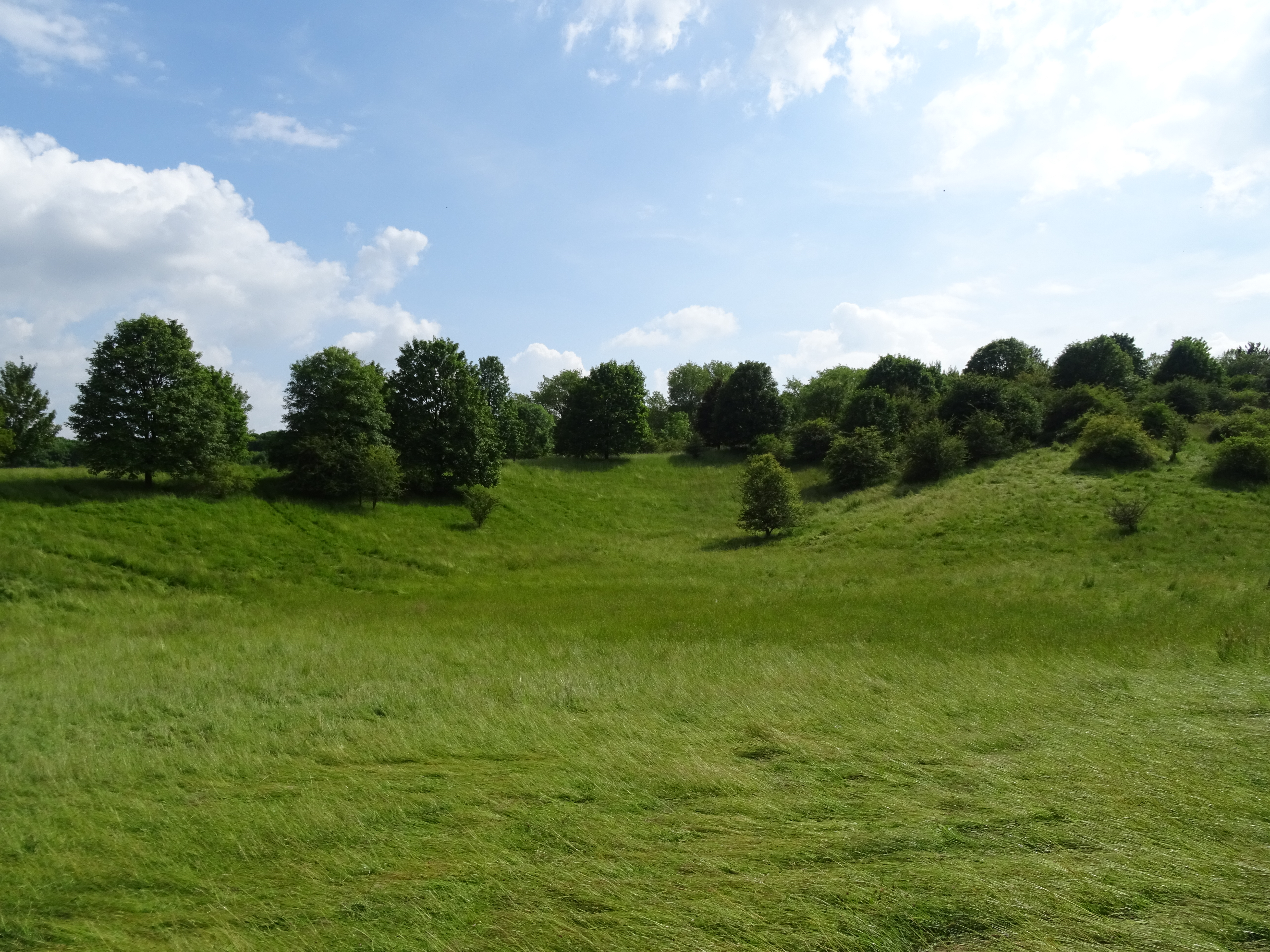
Lange Dreisch und Osterberg
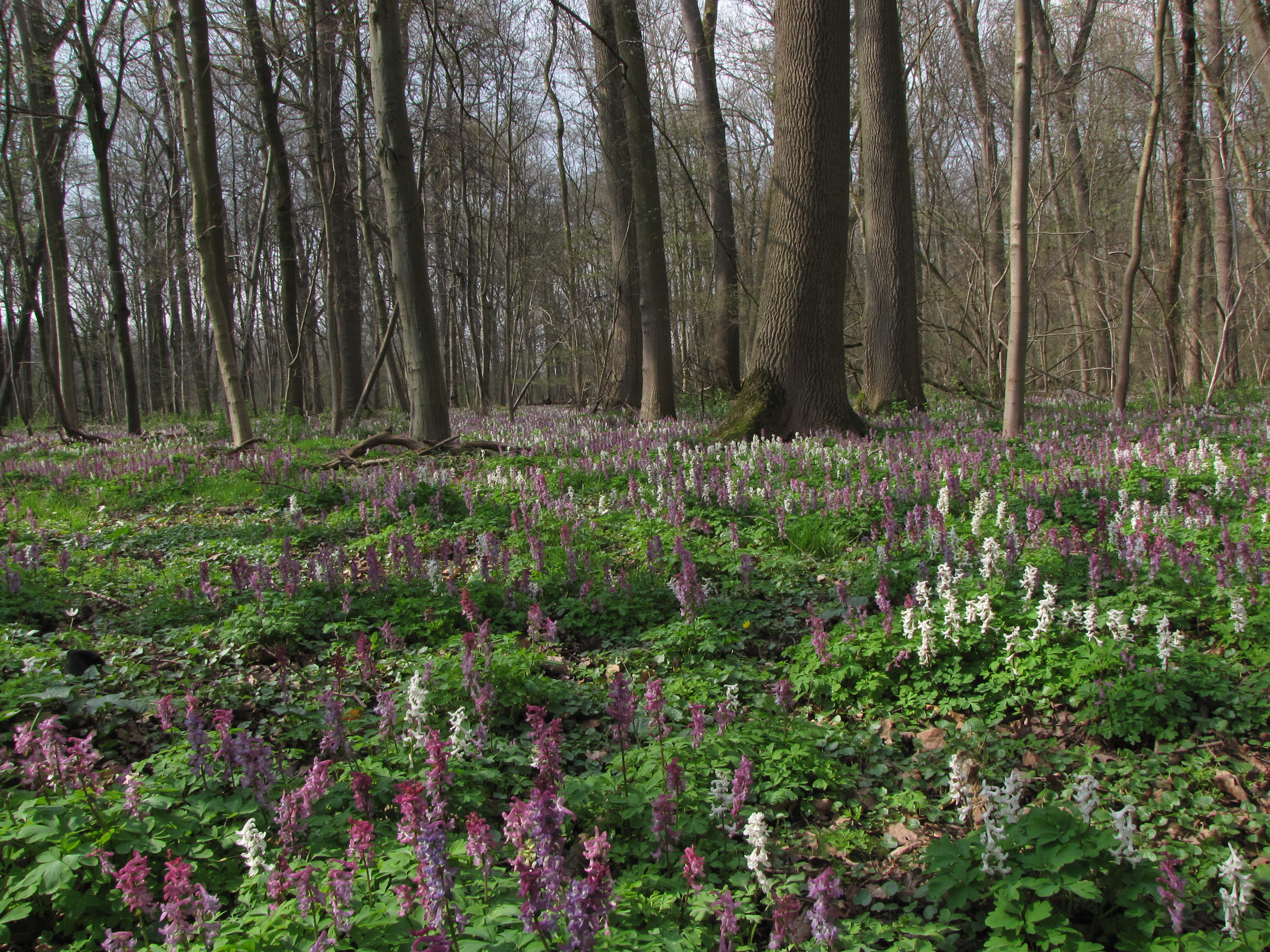
Hartholzauwald im Haseder Busch
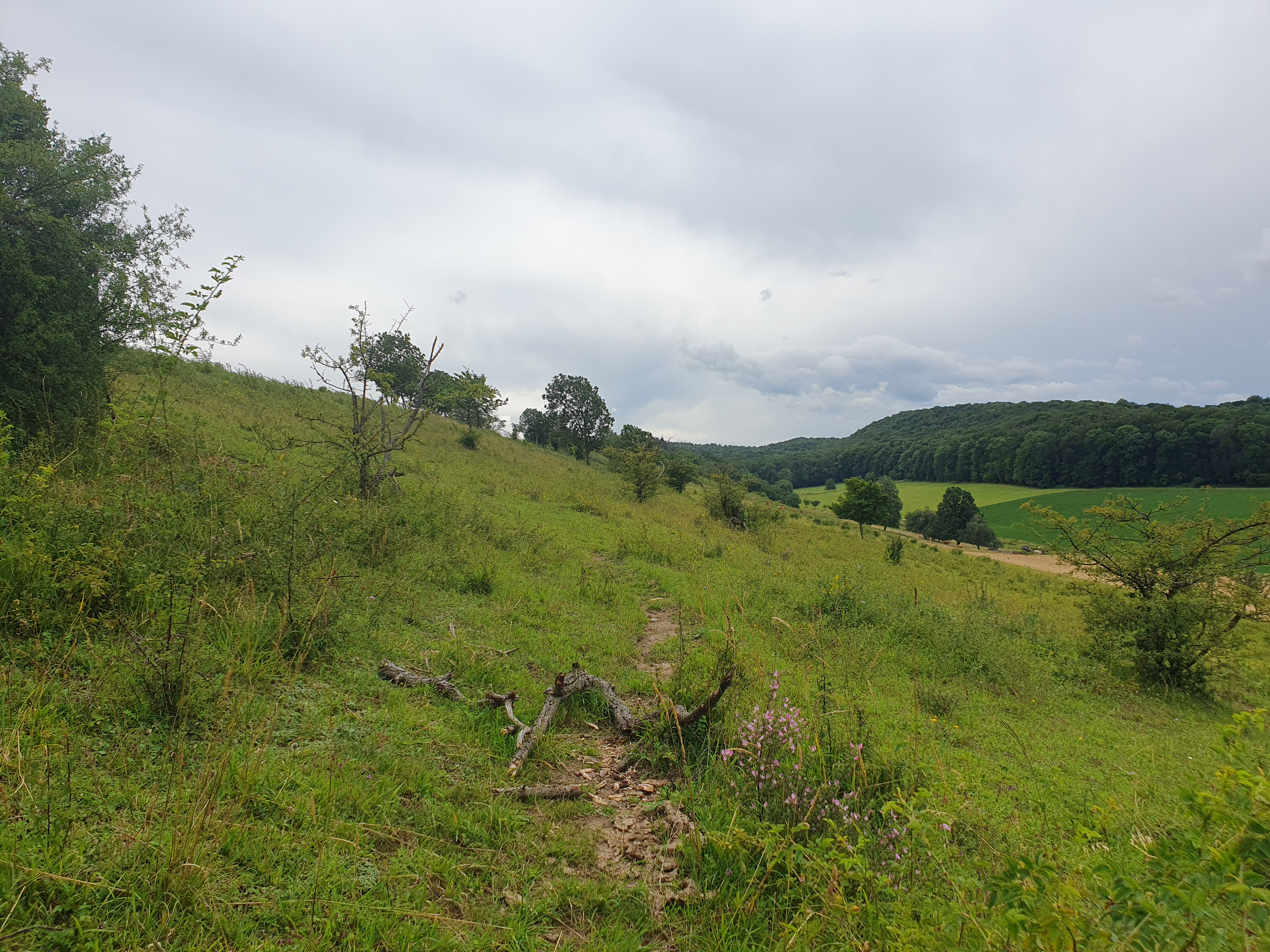
Gallberg
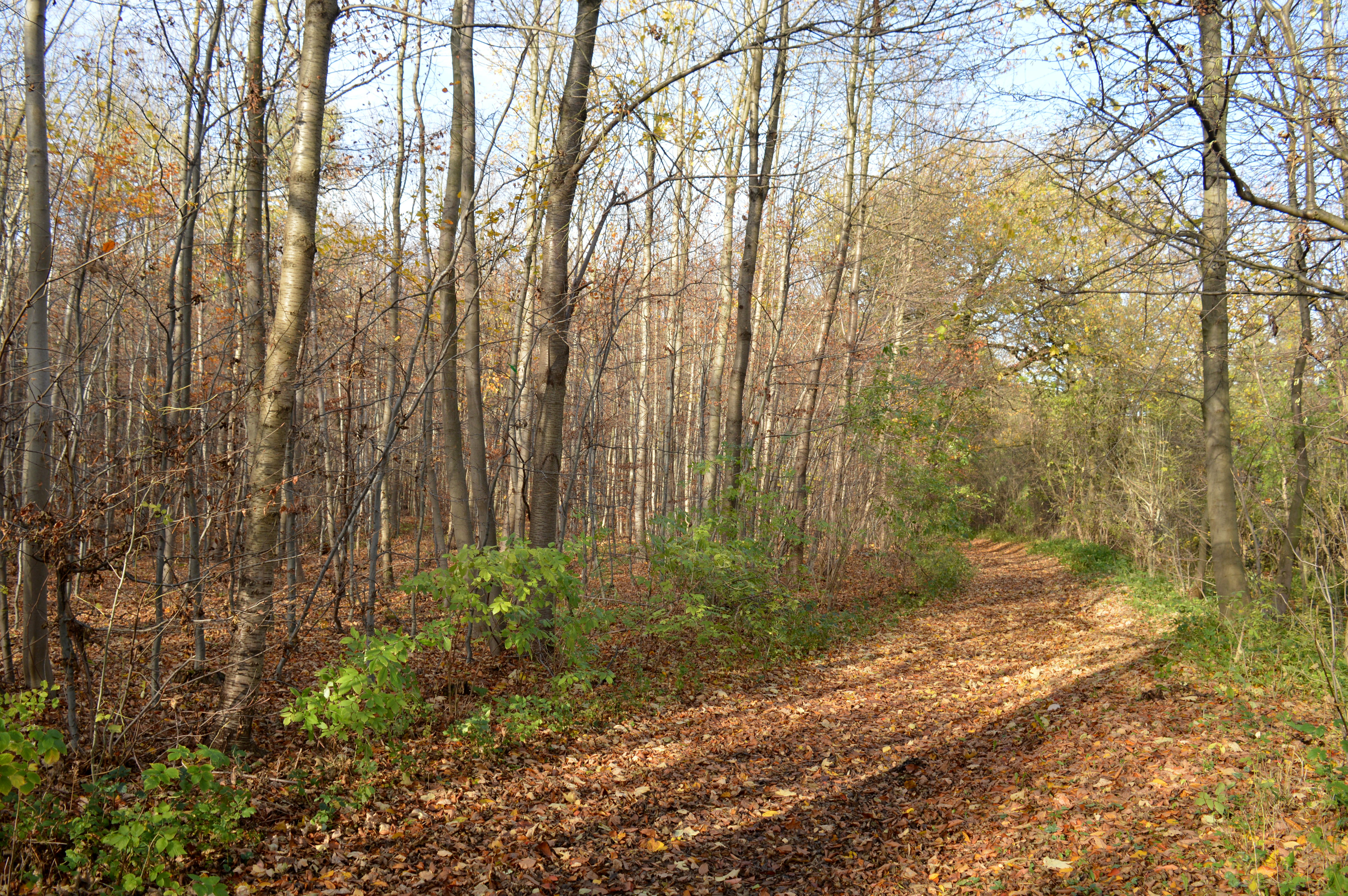
Finkenberg/Lerchenberg

Das Gebiet mit dem Kennzeichen NSG HA 081 steht mit einer Fläche von 17,6 Hektar unter Naturschutz. Es liegt zwischen Himmelsthür und Giesen und stellt ein Bachtal unter Schutz. Nördlich der beiden Teiche liegt im Waldeinschnitt der Giesener Berge der „Große Giesener Dreisch“, eine 7 ha große Grünlandfläche, die bis in die 1960er Jahre als gelegentliche Schafweide genutzt wurde. Seit 1995 wird die Wiese wieder ohne Düngung und Herbizide als extensive Mähwiese bewirtschaftet. An Tagfaltern ist die sehr seltene Berghexe (Chazara briseis) aufzufinden. Wiederansiedlungsmaßnahmen sollten eine Ausbreitung der Gelbbauchunke (Bombina variegata) in Räume ermöglichen, die durch Lebensraumverlust oder andere Ursachen verloren gegangen waren. Junge Unken wurden in Hildesheim-Ochtersum aufgezogen und unter anderem im FFH-Gebiet ausgesetzt. Im Vorfeld wurden mehrere Dutzend Vertiefungen angelegt. Die klimatischen Bedingungen der Jahre 2020 bis 2022 ließen das Projekt „LIFE BOVAR“ scheitern.
- Gallberg

Am nördlichen Ende des Naturschutzgebietes mit dem Kennzeichen NSG HA 054, etwas südlich des Wasserbehälters, befindet sich östlich exponiert ein flachgründiger Kalkscherbenacker mit Wildkräutern wie Spießblättriges Tännelkraut (Kickxia elatine), Kleinfrüchtiger Leindotter (Camelina microcarpa) oder Acker-Rittersporn (Delphinium consolida). Der Landwirt erhält für die Bewirtschaftung ohne Herbizide und Dünger Fördergelder des Landes. Im gesamten Naturschutzgebiet Gallberg wurden 450 Pflanzenarten festgestellt. Darunter sind 43 gefährdete Arten, die in der „Roten Liste“ aufgeführt sind. Durch das Naturschutzgebiet verläuft ein Naturerlebnispfad.
- Finkenberg/Lerchenberg

Im 257 Hektar großen Gebiet gilt ein besonderer Schutz den Waldbeständen auf trockenwarmen Kalkstandorten. Lindenreiche Eichen-Hainbuchenwälder sind vermutlich aus ehemaligen Niederwäldern hervorgegangen. Es finden sich Elsbeere (Sorbus torminalis), Türkenbund (Lilium martagon), Blauroter Steinsame (Aegonychon purpurocaeruleum) und Straußblütige Wucherblume (Tanacetum corymbosum) sowie gefährdete Vogelarten wie Mittelspecht und Wespenbussard. In den blütenreichen, sonnigen Waldsäumen können Insekten wie der landesweit gefährdete Kaisermantel (Argynnis paphia) beobachtet werden. Vier Waldgesellschaften wurden 1989 am Finkenberg kartiert. Der Sternmieren-Eichen-Hainbuchenwald (Stellario-Carpinetum) zeichnet sich durch seinen differenzierten Schichtenaufbau aus. Das Kronendach ist häufig bis zu 35 m hoch und wird von Trauben-Eiche, Stiel-Eiche, Winter-Linde und Rotbuche beherrscht. Der Labkraut-Eichen-Hainbuchenwald (Galio-Carpinetum) östlich von Sorsum wird aus Hainbuche, Trauben-Eiche, Winter-Linde und Elsbeere gebildet. Haargersten-Buchenwald (Hordelymo-Fagetum) kommt in ausgedehnten und gut ausgebildeten Beständen vor. Hinsichtlich seiner floristischen Zusammensetzung und seines hallenwaldartigen Charakters gleicht er stark dem Waldmeister-Buchenwald (LRT 9130, siehe oben), von dem er sich aber durch das Auftreten von Waldgerste (Hordelymus europaeus), Wald-Bingelkraut, Aronstab, Nesselblättriger Glockenblume (Campanula trachelium) und Gelbem Windröschen (Anemone ranunculoides) unterscheidet. Seggen-Buchenwald (Carici-Fagetum) ist eine charakteristische Pflanzengesellschaft sonnenseitig exponierter Kalkverwitterungshänge und hat im Hildesheimer Wald seine nördliche Verbreitungsgrenze.
- Giesener Teiche
- Lange Dreisch und Osterberg
- Hartholzauwald im Haseder Busch
- Gallberg
- Finkenberg/Lerchenberg

## Nutzungskonflikte
Die Bundesstraße 1 soll laut Bundesverkehrswegeplan mit Planfeststellungsbeschluss vom 28. Februar 2007 als 4-streifige Ortsumgehung den Lückenschluss zur Bundesstraße 6 darstellen und „bündelt den Fernverkehr auf der sicheren Ortsumfahrung auch in Richtung A 7 und entlastet primär massiv die vorhandene Ortsdurchfahrt“. 2008 hatte das Oberverwaltungsgericht Lüneburg den Planfeststellungsbeschluss für rechtswidrig erklärt. Dennoch steht die Ortsumgehung Himmelsthür weiterhin im Bundesverkehrswegeplan. Mit geänderter Linienführung im Bereich des FFH-Gebiets soll die Ortsumgehung der Bundesstraße zwischen Hildesheim und Himmelsthür vorangebracht werden.